# D-dimero
Il D-dimero (a volte chiamato anche dimero D) è un frammento proteico rilevabile nel sangue in caso di fibrinolisi, come prodotto di degradazione della fibrina.  
Il nome deriva dal fatto che è costituito da un dimero di frammenti D di fibrina, stabilizzati da legami crociati covalenti. Il peso molecolare del D-dimero si aggira intorno a 180 000 dalton e l'emivita è pari a 4-6 ore. 
La sua determinazione mediante un esame del sangue è stata introdotta negli anni novanta e oggi trova indicazione clinica nella diagnosi dell'embolia polmonare, della trombosi venosa profonda (TVP) e della coagulazione intravascolare disseminata (CID). L'esecuzione del test del D-dimero può evitare un numero significativo di esami di imaging ed è meno invasiva.
La misurazione presenta alta sensibilità (se basso, può permettere di escludere una patologia trombo-embolica) ma bassa specificità (se è alto, non è necessariamente dovuto a una patologia trombo-embolica).

## Biochimica
La coagulazione, ovvero la formazione di un coagulo di sangue o di un trombo, si verifica quando le proteine della cascata della coagulazione vengono attivate, sia per il contatto con l'endotelio del vaso sanguigno danneggiato (via intrinseca) sia per attivazione del fattore VII dovuta al rilascio di altri fattori.
Entrambe le vie (intrinseca ed estrinseca) conducono alla generazione di trombina, un enzima che trasforma il fibrinogeno, proteina solubile presente nel sangue, in fibrina, la quale tende ad aggregarsi in proteofibrille. Un altro enzima attivato dalla trombina, il fattore XIII, è anche in grado di stabilizzare le proteofibrille in corrispondenza del sito del frammento D, portando alla formazione di un gel insolubile che serve come impalcatura per la formazione dei coaguli di sangue.
L'enzima circolante plasmina, responsabile principale della fibrinolisi, scinde il gel di fibrina in pezzi: i frammenti risultanti, polimeri ad alto peso molecolare, sono digeriti più volte dalla plasmina fino a dar luogo a un polimero di peso intermedio e poi a piccoli polimeri, i cosiddetti prodotti di degradazione della fibrina/fibrinogeno (o FDP).
Il tipico frammento di D-dimero contiene due domini D e un dominio E della molecola originale di fibrinogeno. Il legame reticolare tra due frammenti D rimane intatto, e questi sono esposti sulla superficie quando i frammenti di fibrina sono sufficientemente digeriti.

## Metodi di dosaggio del D-dimero
Esistono diversi metodi di dosaggio del D-dimero. I diversi laboratori sono ancora lontani da una adeguata standardizzazione dei diversi metodi, principalmente per la notevole eterogeneicità del D-dimero (la maggior parte del quale è contenuta in frammenti più grandi quali DD/E, YD/DY, YY/DXD), per la difficoltà di scelta di un calibratore adeguato, e per la diversa reattività verso i prodotti di degradazione della fibrina dei diversi anticorpi monoclonali utilizzati.
I principali metodi sono:
- Metodi ELISA (metodo classico su micropiastra, metodo di immunofiltrazione)
- Metodi di agglutinazione semiquantitativi e quantitativi
- Metodi che impiegano sangue in toto (anche point of care testing)

### Caratteristiche dei test
Il limite inferiore di normalità per la maggior parte dei kit in commercio è intorno a 0, mentre quello superiore varia fra 50 e 500 ng/mL.
Vari kit hanno una sensibilità compresa tra 93% e 95% e circa il 50% di specificità nella diagnosi di malattia trombotica.
Falsi positivi possono essere dovuti a varie cause: malattie del fegato, un elevato valore del fattore reumatoide, infiammazioni, tumori maligni, traumi, gravidanza, interventi chirurgici recenti, così come l'età avanzata.
Falsi negativi si verificano in particolare se il campione è raccolto troppo presto dopo la formazione dei trombi oppure se il test è eseguito con grave ritardo (nell'ordine di diversi giorni). Inoltre, un trattamento anticoagulante in corso può rendere il test negativo perché impedisce l'estensione del trombo.
Falsi valori possono essere ottenuti se la provetta del campione non viene sufficientemente riempita (si registra un valore falsamente basso se viene riempito in modo insufficiente, e un valore falsamente alto se riempita eccessivamente). Ciò è dovuto all'effetto di diluizione dell'anticoagulante (il campione è raccolto correttamente quando i rapporto sangue-anticoagulante è pari a 9:1). I limiti del test di laboratorio sono più frequenti con il classico test al lattice, per interferenza di proteine plasmatiche, emolisi, sostanze cross-reagenti, anticorpi.
Nei pazienti anziani il D-dimero presenta una specificità ridotta e perciò è meno utile. È però possibile costruire dei valori di cut-off dipendenti dall'età in modo da adattare e rendere utile l'esecuzione del test anche nei soggetti anziani.

## Ruolo clinico
Una bassa concentrazione di D-dimero può essere riscontrata anche nel sangue dei soggetti in buona salute: ciò indica che esiste un equilibrio dinamico fra la fase di formazione di fibrina e la sua degradazione da parte del sistema fibrinolitico, anche in condizioni fisiologiche. La concentrazione del D-dimero in vivo riflette quindi la condizione di quella che può essere definita “bilancia emostatica”, e pertanto presenta una marcata variabilità da individuo a individuo, sia esso in buona salute o affetto da condizioni patologiche.
Aumenti fisiologici del D-dimero si verificano nell'età oltre 65 anni (forse correlati a minore mobilità e all'aterosclerosi, nel periodo neonatale, in gravidanza (espressione dell'aumentata ipercoagulabilità intrinseca).
Dal momento che anche in soggetti in buona salute è possibile dosare il D-dimero, esiste un intervallo di riferimento che individua soggetti "normali". Tale intervallo viene appunto definito range di normalità.
Per il clinico è molto meglio individuare dei valori che permettano di stratificare i pazienti in gruppi a bassa, media, oppure alta probabilità di patologia trombotica. A tale fine sono stati individuati dei valori di cut-off (limite superiore dell'intervallo di riferimento e livello decisionale per tromboembolia venosa).
Il test del D-dimero è di utilità clinica quando vi è un sospetto di trombosi venosa profonda, embolia polmonare oppure coagulazione intravascolare disseminata.
Il test è in fase di studio anche per la diagnosi di dissecazione aortica.
Per la TVP e la EP, sono possibili diversi sistemi di punteggio che vengono utilizzati per determinare la probabilità a priori clinica di queste malattie. Tra tutti si segnala quello introdotto da Wells e collaboratori nel 2000, cosiddetto score di Wells. Per un punteggio molto alto, oppure una elevata probabilità clinica, il valore del D-dimero fa poca differenza e la terapia anticoagulante viene generalmente incominciata a prescindere dai risultati dei test. Possono essere eseguite indagini per la trombosi venosa profonda o l'embolia polmonare.
Per un punteggio oppure una probabilità clinica bassa o moderata:
- un test D-dimero negativo praticamente esclude la tromboembolia: il grado in cui il D-dimero riduce la probabilità di malattia trombotica dipende dalle proprietà intrinseche del test specifico che è stato utilizzato; la maggior parte dei test disponibili quando danno un risultato negativo riducono la probabilità di malattia tromboembolica a meno dell'1%, se la probabilità pre-test è inferiore al 15-20%.
- se la risposta del test del D-dimero dà valori elevati, sono necessari ulteriori esami per confermare la presenza di trombosi, quali ecocolordoppler delle vene degli arti inferiori, scintigrafia polmonare o TAC.

In alcune strutture l'esecuzione del test del D-dimero viene eseguita solo dietro presentazione di un modulo che mostra il punteggio di probabilità clinica pre-test, e solo se il punteggio di probabilità è basso o intermedio. Questo atteggiamento riduce la necessità di test inutili in pazienti che si trovano già in una condizione di alta probabilità per test. 

### Condizioni patologiche caratterizzate da aumento del D-dimero
- Infezioni in atto (sepsi da batteri Gram negativi)
- Traumi maggiori
- Ictus
- Tromboembolia venosa
- Scompenso cardiaco
- Neoplasie
- Coagulazione intravasale disseminata
- Interventi chirurgici
- Malattie epatiche, renali
- Malattie infiammatorie croniche (lupus eritematoso, artrite reumatoide)
- Terapie trombolitiche